# Hetepheres II
Hetepheres II var en drottning (stor kunglig hustru) under Egyptens fjärde dynasti.  Hon var dotter och systerdotter till farao Khufu och dotter och brorsdotter till drottning Meritites I, syster och hustru till kronprins Kawab och farao Djedefre, syster och svägerska till farao Chefren, och mor till drottning Meresankh III. 